# رونالد ماكدونالد
رونالد ماكدونالد (بالإنجليزية: Ronald McDonald)‏، هو شخصية مهرج تستخدم كتميمة رئيسية لسلسلة مطاعم ماكدونالدز للوجبات السريعة. في الإعلانات التليفزيونية، يسكن المهرج رونالد عالمًا خياليًا يدعى ماكدونالد لاند أو أرض ماكدونالد، حيث كان يقام معه مغامرات مع أصدقائه العمدة ماشيز وهامبلار وجريمايس وبيردي ذا إيرلي بيرد وأطفال فراي. اعتبارًا من عام 2003، تقلص ظهور ماكدونالد لاند، وبدلاً من ذلك يظهر رونالد وهو يتفاعل مع الأطفال العاديين في حياتهم اليومية.
كثير من الناس يعملون بدوام كامل في الظهور في أزياء رونالد ماكدونالد، وزيارة الأطفال في المستشفيات وحضور المناسبات العادية. في أوجها قد يكون هناك ما يصل إلى 300 مهرج بدوام كامل في ماكدونالدز. هناك أيضًا منازل رونالد ماكدونالدز حيث يمكن للوالدين الإقامة طوال الليل عند زيارة الأطفال المرضى في مرافق الرعاية المزمنة القريبة.

## التاريخ

### ويلارد سكوت
أصل رونالد ماكدونالد يشمل ويلارد سكوت (في ذلك الوقت، شخصية إذاعية محلية لعبت دور بوزو المهرج على WRC-TV في واشنطن العاصمة من 1959 حتى 1962)، الذي أدّى باستخدام لقب «رونالد ماكدونالد، همبرغر - المهرج السعيد» في عام 1963 على ثلاثة مواقع تلفزيونية منفصلة. كانت هذه أول ثلاثة إعلانات تلفزيونية تعرض الشخصية.
يدعي سكوت أنه ابتكر رونالد ماكدونالد وفقاً للمقتطف التالي من كتابه «جوي أوف ليفينج»:
في ذلك الوقت، كان بوزو أهم عرض للأطفال على الهواء. ربما شخصيات بلوتو الكلب أو دامبو الفيل تكون أكثر نجاحًا بنفس القدر. لكنني كنت هناك، وكنت بوزو   . . . كان هناك شيء حول مزيج من الهامبرغر وبوزو الذي لا يقاوم للأطفال   . . . لهذا السبب عندما خرج بوزو بعد بضع سنوات، طلب مني سكان ماكدونالدز المحليون أن أتقدم بشخصية جديدة لأحل محل بوزو. لذلك، جلست وابتكرت رونالد ماكدونالد.
في ذلك الوقت، كان سكوت يعمل لدى أوسكار جولدشتاين، صاحب امتياز ماكدونالدز في منطقة واشنطن العاصمة، وتصف العديد من المصادر دور سكوت بأنه يلعب دور رونالد ماكدونالد فقط، بينما يمنح الفضل في إنشاء التميمة لجولدشتاين ووكالاته الإعلانية.

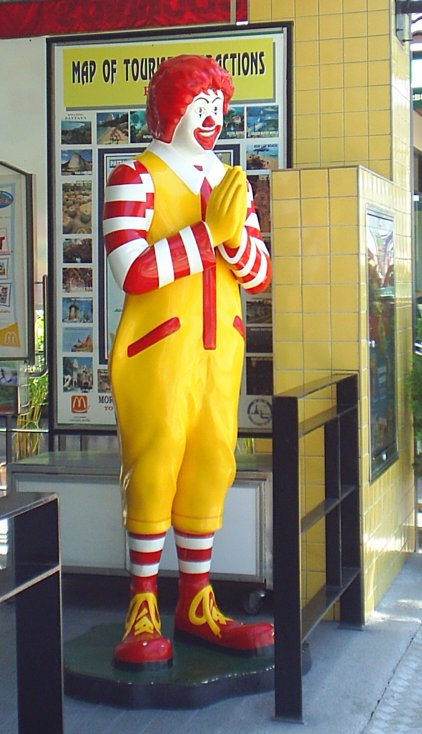
تمثال رونالد ماكدونالد في تايلاند يحيي الضيوف مع تحية «واي» التايلاندية التقليدية.

### نسخة ماكدونالدز
ماكدونالدز لم تذكر جورج فورهيس أو تعترف بأن ويلارد سكوت ابتكر رونالد في بيانهم: 
 في 28 مارس 2000، شكر هنري جونزاليس، رئيس قسم ماكدونالدز سكوت على إنشاء رونالد ماكدونالد خلال تكريم مسجّل لسكوت في عرض اليوم (Today Show).
تم تعيين مؤدي السيرك كوكو المهرج (الاسم الحقيقي مايكل بولاكوفس) في عام 1966 لتجديد صورة رونالد، والتي ابتكر فيها الزي المألوف والمكياج.

## ممثلين

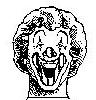
رونالد ماكدونالد الأصلي كما هو مبين في طلب الولايات المتحدة للعلامة التجارية المقدم في عام 1967

في أي وقت، هناك العشرات إلى مئات الممثلين الذين احتفظت بهم ماكدونالدز ليظهروا في رونالد ماكدونالد في المطاعم والأحداث. ومع ذلك، من المفترض أن تستخدم الشركة ممثلًا واحدًا فقط في كل مرة للعب شخصية في الإعلانات التلفزيونية الوطنية. فيما يلي قائمة بالأشخاص الفاعلين الأساسيين الأمريكيين الذي ظهروا بصورة رونالد ماكدونالد.
- ويلارد سكوت (واشنطن العاصمة 1963-1965) [6]
- بيف بيرجيرون (جنوب كاليفورنيا، 1966-1968)
- جورج فورهيس (جنوب كاليفورنيا، 1968-1988)
- مايكل بولاكوف (1965-1968)
- راي راينر (1968-1969)
- كينج مودي (1969-1985)
- سكوير فريديل (1985-1991)
- جاك دوبيك (1991-1999)
- ديفيد هوسي (2000-2014)
- براد لينون (2014 - حتى الآن) [7]

قام مصممو ومصممو تسويق ماكدونالدز بتغيير عناصر شخصية رونالد ماكدونالد وشخصيته وأسلوبه وزيه ووجهه المهرج عند تبنيه المهرج كعلامة تجارية.

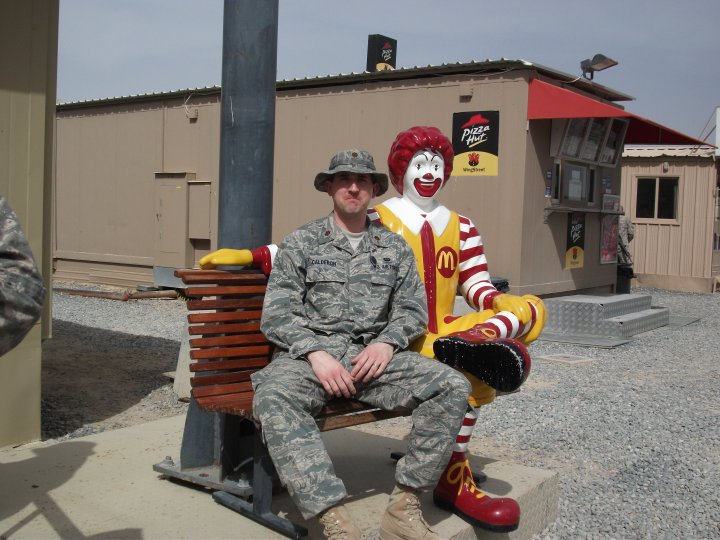
تمثال لرونالد ماكدونالد في قاعدة عسكرية في جنوب غرب آسيا.

## تخريب
بسبب بروزه، أصبح رونالد ماكدونالد رمزا ليس فقط لماكدونالدز ولكن أيضا لصناعة الوجبات السريعة في الولايات المتحدة الأمريكية ككل، وكذلك الشركات الأمريكية والرأسمالية والعولمة ومواضيع أخرى أوسع. على هذا النحو، غالبًا ما يتم الاستيلاء على الأزياء والإيقونات الخاصة برونالد ماكدونالد من قبل المحتجين والشخصيات الذين يرغبون في تخريب الأيقونة وإيصال رسالة تتعارض مع سرد الشركات. على سبيل المثال، في عام 2000 كان المتظاهرون في هونغ كونغ يرتدون ملابس رونالد ماكدونالد للاحتجاج على سياسة ماكدونالدز العمالية في الصين.

## ظاهرة المهرج في 2016 وتأثيرها
ظهر رونالد ماكدونالد في عام 2016 بشكل أقل من المعتاد بسبب ظاهرة المهرج في عام 2016. ومع ذلك، استمر في الظهور في الأحداث الحية، وعلى وسائل التواصل الاجتماعي.

## روابط خارجية
- رونالد ماكدونالد على موقع IMDb (الإنجليزية)
- رونالد ماكدونالد على موقع IMDb (الإنجليزية)
- رونالد ماكدونالد على موقع الموسوعة البريطانية (الإنجليزية)
- رونالد ماكدونالد على موقع ميوزك برينز (الإنجليزية)
- رونالد ماكدونالد على موقع ديسكوغز (الإنجليزية)